# محمد العجمي (مخرج)
محمد العجمي مخرج مصري

## نبذة عن حياته
بدأ حياته في تصوير أفلام وثائقية قصيرة ثم عمل كمساعد مخرج تصوير بعدها قام بإخراج الكثير من الأغاني المصورة للكثير من الفنانين لصالح قناة art الموسيقى التابعة لشبكة راديو وتلفزيون العرب art وروتانا 

## أعماله
| الفنان                           | الأغنية المصورة                                    |
| -------------------------------- | -------------------------------------------------- |
| أحلام الشامسي                    | لما قلبي، ما يصح إلا الصحيح، تناظر الساعة، من أكون |
| هاني شاكر                        | ما تلومش                                           |
| عبد الله الرويشد                 | ما يهم، دمعة المظلوم،اعفيني، إلا حبك الأخير        |
| ليلى غفران                       | عارفاك                                             |
| رابح صقر                         | فكرت أغيظك                                         |
| وائل كفوري                       | الشوق                                              |
| رضا العبد الله                   | ظالم، مانسيتك                                      |
| فلة الجزائرية                    | مهلا علي، كان                                      |
| هويدا يوسف                       | ربي هو العالم، لا ماتقدر                           |
| فايز السعيد                      | باليني، جزاك الله خير                              |
| عاصي الحلاني                     | الوفا عنوان، مالي صبر                              |
| نبيل شعيل                        | ليه يا غرام                                        |
| سمر مطر                          | أما عشقته، أبكي عليك                               |
| محمد المازم                      | تعبت، العيون الحلوة، أحبك                          |
| محمد البلوشي                     | توبة، عيوني                                        |
| غادة رجب                         | وأنا مالي                                          |
| ذكرى                             | علمني الحب، الله غالب                              |
| ثامر التركي                      | مزيون                                              |
| حسن عبد الله                     | مرحلة                                              |
| رويدة المحروقي                   | حطيتك في بالي، من يقول                             |
| شمس الكويتية                     | هذا الكلام                                         |
| سارة الغامدي                     | محد، قبل لأعرفك                                    |
| محمد محي                         | (نداء)ده أنتي اللي طايرة بيه، وصوا الأيام          |
| عامر منيب                        | فاكر                                               |
| راشد الفارس                      | مين قدنا                                           |
| ديانا كرزون                      | الشر بره وبعيد                                     |
| طارق فؤاد                        | في زمن الردة                                       |
| عبادي الجوهر و عبد الله رشاد     | ياجدة                                              |
| علي عبد الستار                   | يتمية                                              |
| أوبريت يا أمتي (أنشودة الصابرين) | مجموعة فنانين عرب                                  |
| مهند محسن                        | خسارة                                              |
| إيمان محمد علي                   | توبه                                               |
| عبادي الجوهر                     | يا محير الأنظار                                    |
| علي بن محمد                      | هي كده، يا حظه                                     |
| نور مهنا                         | رق الزمان                                          |